# Trichotichnus dichrous
Trichotichnus dichrous är en skalbaggsart som beskrevs av Pierre François Marie Auguste Dejean. Trichotichnus dichrous ingår i släktet Trichotichnus och familjen jordlöpare. Inga underarter finns listade i Catalogue of Life.